# František Procházka (Eishockeyspieler)
František Procházka (* 25. Januar 1962 in Brno, Tschechoslowakei; † 27. April 2012) war ein tschechischer Eishockeyspieler, der sieben Jahre lang für den HC Litvínov in der 1. Liga der Tschechoslowakei als rechter Flügelstürmer spielte und mit der tschechoslowakischen Nationalmannschaft eine olympische Bronzemedaille gewann. Nach dem Ende seiner aktiven Spielerkarriere arbeitete er als Eishockeytrainer.

## Karriere als Spieler
František Procházka begann seine Karriere 1981 im Nachwuchs von VTJ Topolčany, bevor er 1983 sein Debüt in der 1. Liga, der höchsten Spielklasse der Tschechoslowakei, für den CHZ Litvínov gab. In den folgenden sechs Spielzeiten spielte er ausschließlich in Litvínov und entwickelte sich zu einem sicheren Verteidiger, der auch offensiv Akzente setzen konnte. Nach der Öffnung der Grenzen 1990 wechselte er ins westeuropäische Ausland zu Jokerit, bevor er zwischen 1991 und 1993 für den EHC Freiburg in der 1. Bundesliga spielte. Dabei erzielte er 71 Scorerpunkte in 84 Bundesligapartien und wurde in der Spielzeit 1991/92 in das All-Star Team der Bundesliga gewählt. Acht Jahre später wurde er von den Fans des EHCF in das Millennium-All-Star Team gewählt, das die besten Spieler des Klubs vereint.
In den folgenden zwei Jahren spielte er für die HC Devils Milano in der höchsten italienischen Liga, der Serie A, und der Alpenliga und wurde 1994 mit Mailand italienischer Meister. 1995 kehrte er nach Deutschland in die Deutsche Eishockey Liga zurück und absolvierte eine Spielzeit für die Spielgemeinschaft der Sachsen Füchse, bevor er 1996 zu den Ayr Scottish Eagles in die Ice Hockey Superleague wechselte. In der Saison 1997/98 ging er wieder für Litvínov aufs Eis, bevor er seine Karriere in der drittklassigen deutschen Oberliga ausklingen ließ. Zunächst spielte er beim ERC Haßfurt, bevor er nach der Spielzeit 1999/2000, die er bei den Dresdner Eislöwen verbrachte, seine Karriere beendete.
Insgesamt erzielte er in der tschechoslowakischen und tschechischen Liga 77 Tore und 66 Assists in 339 Partien.

### International
Neben seinen Erfolgen auf Vereinsebene war Procházka in den frühen 1990er Jahren Stammspieler der tschechoslowakischen Nationalmannschaft. Er nahm an insgesamt vier Weltmeisterschaften und einem olympischen Eishockeyturnier teil, bei denen er insgesamt vier Medaillen gewann. Bei den Olympischen Winterspielen 1992 gewann er die Bronzemedaille, zudem gewann er drei Bronzemedaillen bei Weltmeisterschaften (1989, 1990 und 1992) Insgesamt absolvierte er 91 Spiele im Nationaltrikot, in denen er 14 Tore erzielte.

## Karriere als Trainer
Nach Beendigung seiner Spielerkarriere arbeitete Procházka als Trainer bei unterklassigen Vereinen Tschechiens, beispielsweise für den HC Stadion Teplice in der 1. Liga und den HC Draci Bílina.
František Procházka starb am 27. April 2012 nach langer, schwerer Krankheit.

## Erfolge und Auszeichnungen
- Olympische Winterspiele 1992: Gewinn der Bronzemedaille
- Weltmeisterschaft 1989, 1990 und 1992: Gewinn der Bronzemedaille
- All-Star-Team der 1. Bundesliga 1991/92
- Italienischer Meister 1994